# A Man Alone
Az A Man Alone Frank Sinatra amerikai énekes 1969 júniusában megjelent lemeze. Eredeti cime A Man Alone and Other Songs of Rod McKuen. A dalok külön Frank Sinatrának készültek. A dalszövegeket és hozzájuk a zenét Rod McKuen írta, a dalokat Don Costa hangszerelte, a zenekart is ő vezényelte. A dalokat 1969. március 19–21. között vették fel. Ismertebbek közülük a címadó A Man Alone és a Love's Been Good to Me.
1. A Man Alone (3:45)
2. Night (2:20)
3. I've Been to Town (3:11)
4. From Promise to Promise (1:25)
5. The Single Man (3:00)
6. The Beautiful Strangers (2:40)
7. Lonesome Cities (3:15)
8. Love's Been Good to Me (3:25)
9. Empty Is (2:15)
10. Out Beyond the Window (2:45)
11. Some Traveling Music (2:35)
12. A Man Alone (Reprise) (1:29)